# بيانكا باتلر
بيانكا باتلر (بالإنجليزية: Bianca Butler)‏ هي متزلجة فنية أمريكية، ولدت في 2 سبتمبر 1989 في لاغونا بيتش في الولايات المتحدة.

## وصلات خارجية
- بيانكا باتلر على موقع الاتحاد الدولي للتزلج (الإنجليزية)